# Puig de Navic
El Puig de Navic és una muntanya de 283 metres que es troba al municipi de Forallac, a la comarca catalana del Baix Empordà.